# Симфония № 6 (Саллинен)
Симфония № 6 «Из новозеландского дневника» (фин. Uuden-Seelannin päiväkirjasta), соч. 65 — оркестровое произведение финского композитора Аулиса Саллинена, написанное им в 1989–1990 годах. Впервые симфония была представлена 6 сентября 1990 года в Нейпире Новозеландским симфоническим оркестром под управлением дирижёра Окко Каму. Также сочинение в 2003 году записал Норрчёпингский симфонический оркестр (дирижёр ― Ари Расилайнен).
В 1989 году Саллинен вместе со своей женой отдыхал в Новой Зеландии ― это и вдохновило композитора на создание симфонии, которая была описана критиками как включающая «тоновую живопись»; действительно, каждая из четырёх частей произведения содержит описательное название, нетипичное для симфоний Саллинена. Партитура произведения была впервые опубликована издательством Novello & Co.

## Состав оркестра
- Деревянные духовые: 3 флейты, 3 гобоя, 3 кларнета in B♭, 3 фагота
- Медные духовые: 4 валторны in F, 3 трубы in B♭, 3  тромбона, туба
- Ударные: литавры и др.
- Струнные: скрипки, альты, виолончели, контрабасы, арфа, челеста

## Структура
Симфония содержит четыре части:
1. The Islands of the Sounds
2. Air. Rain
3. Kyeburn Diggings
4. Finale «Simply by Sailing»

Примерная продолжительность симфонии ― 40 минут.